# Jan Zbořil
Jan Zbořil (10. července 1879, Lešany – 11. května 1959, Prostějov) byl moravský učitel, folklorista a znalec hanáckého kroje.
Narodil se 10. července 1879 do rodiny lešanského rolníka Františka Zbořila. Jan Zbořil patřil k zapáleným sběratelům lidového umění, především krojů a výšivek. V době jeho dětství se už kroje na Hané moc často nenosily. Koncem 19. století zájem o hanácký kroj stoupal. V roce 1893 na Zbořila zapůsobila rekonstrukce hanácké svatby, kterou pořádali při národopisné výstavě v Prostějově účastníci z okolních obcí. Zbořil začal pod silným dojmem zachraňovat odložené krojové součástky. Ovlivnilo jej setkání s Františkou Xaverou Běhálkovou, která patřila mezi nejvýznamnější sběratele lidového umění na Hané. Navštěvoval prostějovskou reálku a v roce 1896 odešel studovat učitelský ústav v Příboře. Ten absolvoval roku 1900 a krátce zastával místo podučitele v Jankovicích u Uherského Hradiště. 16. února 1903 nastoupil jako učitel druhé třídy na školu v Tlumačově. V září 1927 se vrátil do rodných Lešan a na penzi se přestěhoval do Prostějova. Při dokumentaci krojů plně uplatnil své kreslířské nadání. V monografii Lidové umění na Hané (1941) je použito jeho 250 kreseb.
Zaznamenával i drobné lidové podání, často psáno nářečím. Zatímco drobnosti z Lešan vyšly v Českém lidu, Záhorské kronice z vyprávění z Tlumačova byl publikován jen zlomek.